# Peter Černe
Peter Černe, slovenski kipar, * 16. junij 1931, Ljubljana, † september 2012, Ljubljana.
Njegov ustvarjalni opus obsega figuralne in abstraktne male ter monumentalne plastike in reliefe, predvsem iz lesa in brona oziroma v kombinaciji obeh in kasneje iz gline.  Iz zadnjega obdobja so najbolj znane fantazijske upodobitve istrske kulturne krajine v barvani glini.

## Življenje
Osnovno šolo in gimnazijo je obiskoval v Ljubljani. Na VII.državni gimnaziji je maturiral leta 1950. V mladosti je treniral atletiko (tek). Študij kiparstva pri Zdenku in Borisu Kalinu (risanje akta pri profesorjih Gabrijelu Stupici in Mariju Preglju) na ljubljanski Akademiji za likovno umetnost je končal 1955. Nadaljeval je dveletni študij na specialki za kiparstvo pri profesorju Borisu Kalinu in ga zaključil leta 1957.
Leta 1956 je prejel študentsko Prešernovo nagrado. Naslednje leto je dobil štipendijo Moše Pijada in z njo odšel v Pariz.
V okviru skupine BE-54 je razstavljal v Jakopičevem paviljonu leta 1960 in nato še leta 1966 v Mestni galeriji Ljubljana. Leta 1961 se je udeležil prvega mednarodnega srečanja kiparjev: Forma viva v Kostanjevici na Krki. Leta 1962 sta dobila skupaj z Janezom Boljko nekdanji Savinškov atelje, ki sta si ga razdelila in si uredila tudi livarno. Izpopolnjeval se je v Umetniški livarni v Veroni.
V tem obdobju se je poročil in dobil hčer. Zaposlil se je kot učitelj likovne umetnosti. Eno leto je delal na Osnovni šoli Polje v Ljubljani in osem let na Srednji vzgojiteljski šoli v Ljubljani. Z Lidijo Osterc sta napisala Skripta o likovni teoriji in vzgoji.
Leta 1965 si je v zapuščenem istrskem mestecu Grožnjan uredil hišo za bivanje in delo. Nagrado Prešernovega sklada je prejel leta 1969 za kiparska dela, razstavljena v Škofji Loki leta 1968.
Leta 1967 je študijsko obiskal Amsterdam na Nizozemskem in leta 1970 London.
V osemdesetih letih je zaradi zdravstvenih težav opusti delo v lesu in se preusmeril na glino. Vse do visoke starosti je praktično vsak dan delal v ateljeju in vsako leto razstavljal doma in tudi v tujini.

## Umetniški opus
Ob koncu petdesetih let je izoblikoval osebni stil z značilnim združevanjem ožganega lesa in kovin ali črno pobarvanega lesa in pozlate. Motiv za ta dela so pogrebci. Imenoval jih je prerok, oklepnik in nato vitez, konjenik. Če upoštevamo, da je stroka takrat barvanje kipov tako rekoč prepovedovala, so bili ti kipi velika novost. So prvi znanilci združevanja raznorodnih oblikovnih prvin živih bitij, ki se v polnosti razvije od srede sedemdeset do srede osemdesetih let v gracilnih lesenih figurah, gladko obdelanih in pobarvanih v nežnih svetlih tonih. Imenoval jih je figura, ptica, zraščenka. V njih se je svobodno razvijala umetnikova fantazija. Kipi so povsem izvirne zraščenke deklet, rastlin in živali. Ves čas je vzporedno z lesom delal tudi v bronu. Kipe je sam odlival.
Leta 1971 je naredil doprsni kip Nuna, ki ga je konec osemdesetih let navdihnil za novo, inovativno serijo.
Leta 1973 je izdelal portret Primoža Trubarja za Trubarjev dom v Deredingenu.
Proti koncu osemdesetih let se je posvetil ustvarjanju v barvani glini. Zaradi lažjega dela, ki ga omogoča glina, je dobila domišljija prosto pot. Že prej je v lesu in bronu upodobljene oblike svobodneje kombiniral in živahneje barval. Prve upodobitve v glini je poimenoval kaktusi. Kipi so sčasoma postajali vse bolj igrivi in humorni. Oblike prekipevajo v brstenju novega življenja.
Nato se je leta 1990 pri snovanju nove zamisli oprl na kip Nuna in razvil povsem izvirno, samosvojo upodabljanje krajine. Za motiv so mu bila na gričkih (poprsje) strjena istrska naselja (obraz). Nad krajino običajno lebdi oblak kot pokrivalo. Imenoval jih je poprsja krajin. Kasneje je na podoben način upodabljal tudi druge motive, na primer pokopališča. V kipih je bila vse bolj prisotna samoironija. V nekaterih upodobitvah je človeški videz jasno opazen, v drugih samo nakazan. Leta 1998 in 2003 je opremil cerkvico sv. Martina na Brjah z dvaindvajsetimi barvnimi glinastimi reliefi. V njih je na samosvoj hudomušen način upodobil mrtvaški ples in druge verske motive. Černetovo upodabljanje krajine nima niti vzora niti primere v zgodovini umetnosti.
O svojem delu je napisal besedilo Življenjepis mojega kiparstva ob njegovi 50- in moji 70-letnici. Objavljeno je v katalogu pregledne razstave v Mestni galeriji v Ljubljani leta 2003.

## Nagrade
- 1956  študentska Prešernova nagrada
- 1962  2. nagrada na temo narodnoosvobodilne borbe
- 1966  3. nagrada za osnutek spomenika revolucije v Mariboru
- Priznanje mednarodne žirije na razstavi Mir, humanost in prijateljstvo med narodi v Slovenj Gradcu
- 1968  3. nagrada za kiparstvo na 7. Mediteranskem bienalu v Aleksandriji
- 1969  Nagrada Prešernovega sklada
- 1969 Odkupna nagrada na natečaju za spomenik Borisa Kraigherja v Lubljani
- 1970  Nagrada na natečaju za spomenik Ivana Cankarja v Ljubljani
- 1994  2. nagrada na 1. slovenskem trienalu satire in humorja Aritas v Šmarjah pri Jelšah